# Kristineberg (Lycksele)
Kristineberg ist eine ehemalige Bergarbeitersiedlung und ein kleiner Ort (schwedisch: småort) in der schwedischen Provinz Västerbottens län. Die Siedlung liegt im Gebiet der Gemeinde Lycksele und gehörte historisch zur Landschaft Lappland.

## Lage
Kristineberg befindet sich etwa 160 km nordwestlich der Provinzhauptstadt Umeå und gut 50 km nördlich des Zentrums von Lycksele, nahe dem Flüsschen Vormbäcken, einem linken Nebenfluss des Vindelälven. Der Ort ist nach Lycksele der zweitgrößte Siedlungsschwerpunkt im Gemeindegebiet.
Straßenanbindung besteht von Süden über eine Straße, die in Björksele von der Provinzstraße 363 Umeå – Ammarnäs abzweigt, sowie aus östlicher Richtung von der Provinzstraße 370, die von Boliden über Malå nach Holmfors führt.

## Geschichte und Sehenswürdigkeiten
Kristineberg verdankt seine Entstehung der Entdeckung bedeutender Erzvorkommen in den 1930er-Jahren. Die Kristineberg-Grube (schwedisch Kristinebergsgruvan) der damaligen Bolidens Gruv AB, in der Zink-, Kupfer-, Blei-, Silber- und Golderz gefördert werden, ging 1940 in Betrieb. In dieser Zeit wurde auch der Ort als Bergarbeitersiedlung errichtet. 1943 nahm eine Luftseilbahn den Betrieb auf, mit der das Erz in das wenige Jahre zuvor entstandene Boliden westlich von Skellefteå zur weiteren Verarbeitung transportiert wurde, mit 96 Kilometern die längste der Welt.
Ab 1941 produzierte auch die wenige Kilometer entfernt gelegene kleinere Rävliden-Grube, ab 1950 die bedeutende Rävlidmyran-Grube am See Sörsjön, später kamen weitere hinzu, wie Hornträsket und Kimheden. Das geförderte Erz wurde in Folge auch in Kristineberg angereichert. Ab Ende der 1970er-Jahre ging die Bedeutung dieses Fördergebietes zurück. 1988 wurde die Rävliden-, 1991 die Rävlidmyran-Grube geschlossen. Bereits 1987 hatte die Luftseilbahn den Betrieb eingestellt; der Transport des Erzes nach Boliden wurde von Lastkraftwagen übernommen. Die Anreicherungsfabrik in Kristineberg ist mittlerweile ebenfalls geschlossen, aber die Kristineberg-Grube als immer noch bedeutendste des Gebietes weiterhin in Betrieb. Das Erz wird heute in Tiefen über 1000 Meter abgebaut, jährlich über 500.000 Tonnen bei erkundeten Vorräten, die für mindestens zehn weitere Jahre reichen. Die Einwohnerzahl des Bergbauortes Kristineberg, die bis in die zweite Hälfte der 1970er-Jahre bei knapp 1000 lag, ging allerdings bis heute (2015) etwa um vier Fünftel zurück, wodurch der Status eines Tätort verloren ging.
Von der Seilbahn nach Boliden ist heute ein gut 13 Kilometer langer Abschnitt als Touristenattraktion in Betrieb, allerdings nicht bei Kristineberg, sondern in der östlichen Nachbargemeinde Norsjö am Mittelabschnitt der früheren Erztransportbahn. 
In der Kristinebergs-Grube wurde 1990 in 90 Meter Tiefe die Sankt-Anna-Kirche geweiht, unweit der Stelle, an der 1946 der Bergmann Albert Jönsson eine an ein Christusbildnis erinnernde Gesteinsformation entdeckt hatte, die heute in der Kirche zu sehen ist.

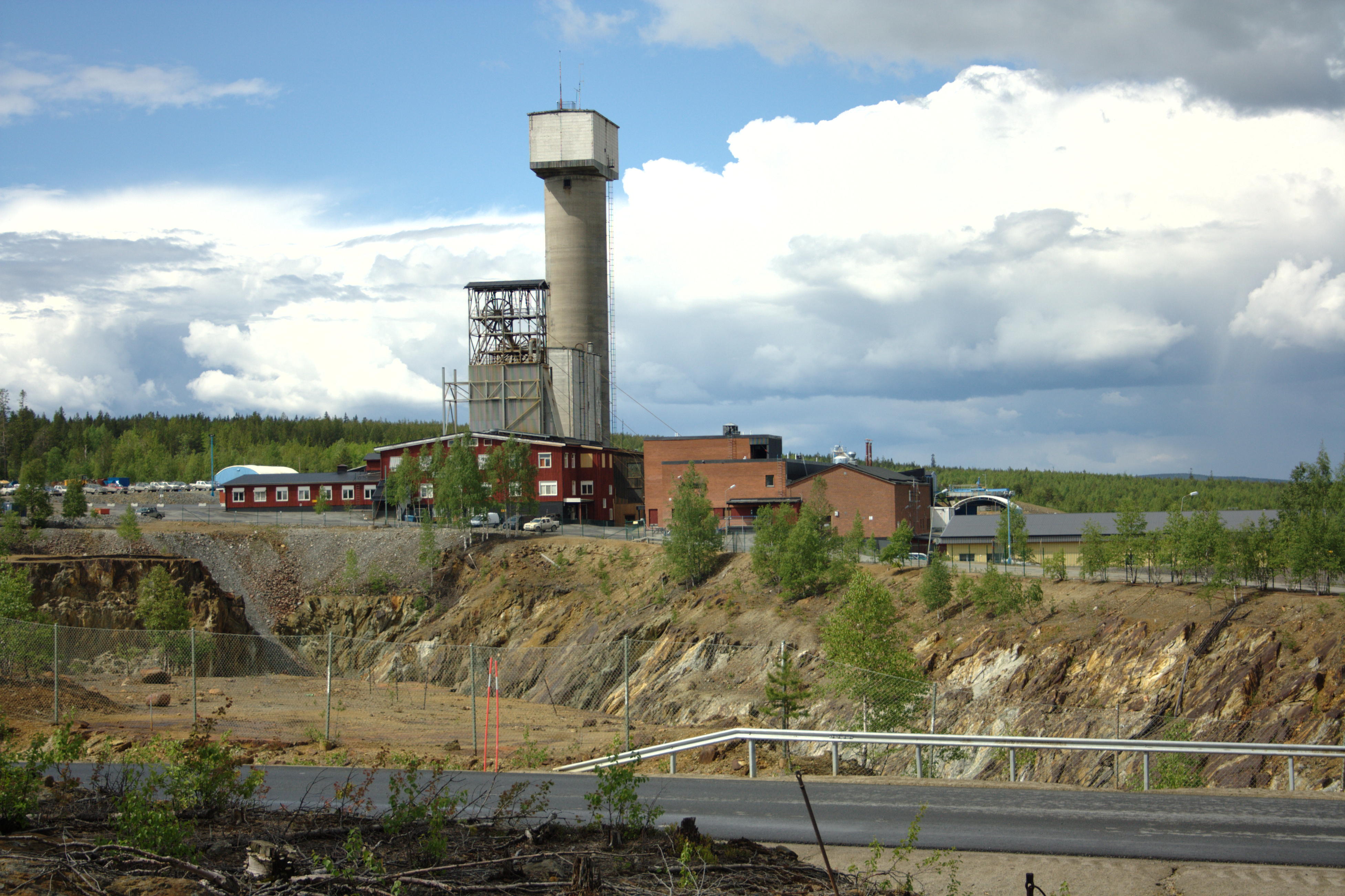
Kristinebergs-Grube (2012)
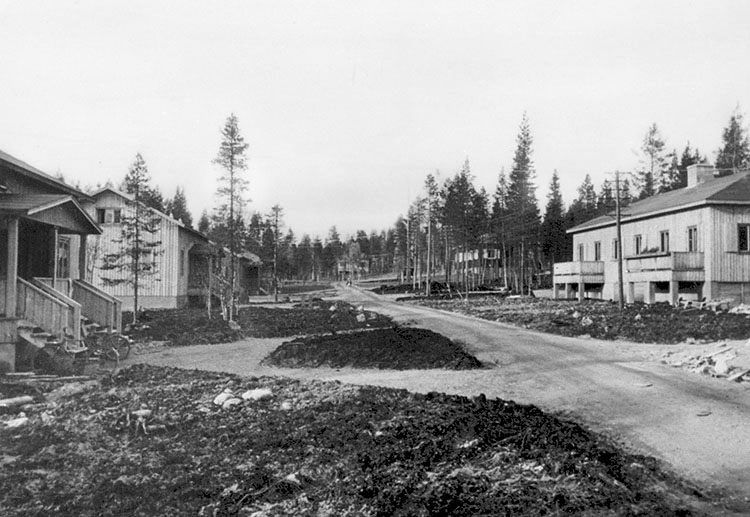
Kristineberg im Bau (um 1940)
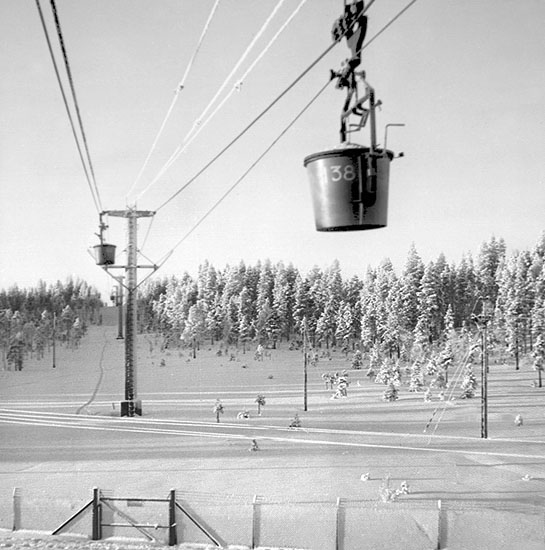
Luftseilbahn Kristineberg–Boliden (1943)